# Máquina Lisp

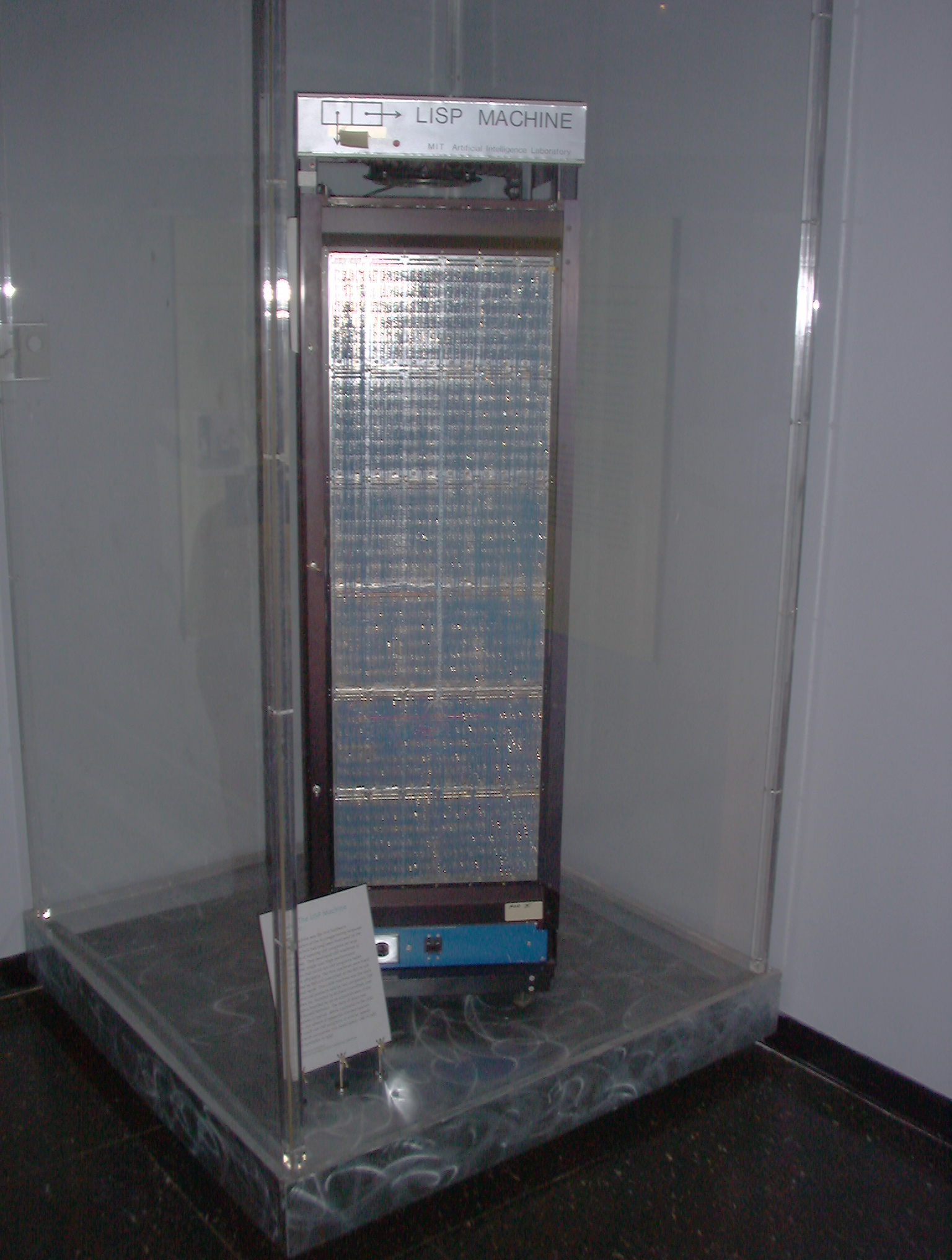
Una máquina Lisp exhibida en el museo del MIT.

Una máquina Lisp (en inglés Lisp Machine) es una computadora de uso general destinada, gracias a su particular hardware, a ejecutar eficientemente programas escritos en Lisp.
Pese al escaso número de máquinas Lisp construidas (en torno a 7000 unidades en 1988), muchas de las tecnologías que actualmente nos son comunes (el concepto de la estación de trabajo, las impresoras láser, las interfaces gráficas mediante ventanas, el manejo de interface mediante ratón, etc) fueron originalmente desarrolladas en máquinas Lisp, como las usadas en el centro de investigación Xerox PARC.